# Chargey-lès-Gray
Pour les articles homonymes, voir Chargey et Gray.
Chargey-lès-Gray est une commune française située dans le département de la Haute-Saône, la région culturelle et historique de Franche-Comté et la région administrative Bourgogne-Franche-Comté.

## Géographie
Commune se trouvant à 5 km de Gray, traversée par le ruisseau des Écoulottes.

### Communes limitrophes
| Oyrières               |                        | Montureux-et-Prantigny |
| Auvet-et-la-Chapelotte | Chargey-lès-Gray       | Rigny                  |
| Bouhans-et-Feurg       | Nantilly, Arc-lès-Gray |                        |

### Climat
Pour des articles plus généraux, voir Climat de la Bourgogne-Franche-Comté et Climat de la Haute-Saône.
En 2010, le climat de la commune est de type climat des marges montargnardes, selon une étude du Centre national de la recherche scientifique s'appuyant sur une série de données couvrant la période 1971-2000. En 2020, Météo-France publie une typologie des climats de la France métropolitaine dans laquelle la commune est dans une zone de transition entre le climat océanique altéré et le climat océanique altéré et est dans la région climatique  Lorraine, plateau de Langres, Morvan, caractérisée par un hiver rude (1,5 °C), des vents modérés et des brouillards fréquents en automne et hiver. 
Pour la période 1971-2000, la température annuelle moyenne est de 10,3 °C, avec une amplitude thermique annuelle de 17,7 °C. Le cumul annuel moyen de précipitations est de 912 mm, avec 11,8 jours de précipitations en janvier et 8,5 jours en juillet. Pour la période 1991-2020, la température moyenne annuelle observée sur la station météorologique installée sur la commune est de 11,5 °C et le cumul annuel moyen de précipitations est de 834,3 mm. 
La température maximale relevée sur cette station est de 39,3 °C, atteinte le 25 juillet 2019 ; la température minimale est de −18,2 °C, atteinte le 20 décembre 2009,,. 
| Mois                                  | jan.           | fév.           | mars           | avril         | mai           | juin          | jui.          | août           | sep.          | oct.          | nov.            | déc.           | année      |
| ------------------------------------- | -------------- | -------------- | -------------- | ------------- | ------------- | ------------- | ------------- | -------------- | ------------- | ------------- | --------------- | -------------- | ---------- |
| Température minimale moyenne (°C)     | 0,4            | 0,5            | 2,9            | 5,5           | 9,2           | 12,5          | 14,2          | 14,1           | 10,9          | 7,9           | 3,6             | 1,1            | 6,9        |
| Température moyenne (°C)              | 2,9            | 3,9            | 7,5            | 11            | 14,7          | 18,5          | 20,3          | 20             | 16,3          | 12            | 6,7             | 3,6            | 11,5       |
| Température maximale moyenne (°C)     | 5,5            | 7,4            | 12,1           | 16,4          | 20,2          | 24,5          | 26,4          | 25,9           | 21,7          | 16,1          | 9,7             | 6              | 16         |
| Record de froid (°C) date du record   | −12,5 13.01.03 | −12,7 05.02.12 | −11,2 02.03.05 | −4,5 04.04.22 | −0,1 03.05.21 | 2,5 04.06.01  | 6,7 30.07.15  | 5,6 28.08.1998 | 2,6 20.09.12  | −4,6 29.10.12 | −9,4 24.11.1998 | −18,2 20.12.09 | −18,2 2009 |
| Record de chaleur (°C) date du record | 16,6 01.01.23  | 21,1 27.02.19  | 24,1 31.03.21  | 27,7 25.04.07 | 31,7 24.05.09 | 36,8 18.06.22 | 39,3 25.07.19 | 39,3 12.08.03  | 33,9 05.09.23 | 27,6 07.10.09 | 21,9 07.11.15   | 16,6 17.12.19  | 39,3 2019  |
| Ensoleillement (h)                    | 699            | 991            | 1 645          | 198           | 2 217         | 2 552         | 2 542         | 2 286          | 1 894         | 1 237         | 721             | 576            | 1 934      |
| Précipitations (mm)                   | 61,1           | 50,3           | 60             | 64,3          | 81,5          | 70,8          | 76,9          | 76,9           | 62            | 82            | 80,1            | 68,4           | 834,3      |

| Diagramme climatique                                  |            |           |             |             |              |              |              |            |           |            |          |
| J                                                     | F          | M         | A           | M           | J            | J            | A            | S          | O         | N          | D        |
| 5,50,461,1                                            | 7,40,550,3 | 12,12,960 | 16,45,564,3 | 20,29,281,5 | 24,512,570,8 | 26,414,276,9 | 25,914,176,9 | 21,710,962 | 16,17,982 | 9,73,680,1 | 61,168,4 |
| Moyennes : • Temp. maxi et mini °C • Précipitation mm |            |           |             |             |              |              |              |            |           |            |          |

Les paramètres climatiques de la commune ont été estimés pour le milieu du siècle (2041-2070) selon différents scénarios d'émission de gaz à effet de serre à partir des nouvelles projections climatiques de référence DRIAS-2020. Ils sont consultables sur un site dédié publié par Météo-France en novembre 2022.

## Urbanisme

### Typologie
Au 1er janvier 2024, Chargey-lès-Gray est catégorisée commune rurale à habitat dispersé, selon la nouvelle grille communale de densité à sept niveaux définie par l'Insee en 2022.
Elle est située hors unité urbaine. Par ailleurs la commune fait partie de l'aire d'attraction de Gray, dont elle est une commune de la couronne,. Cette aire, qui regroupe 63 communes, est catégorisée dans les aires de moins de 50 000 habitants,.

### Occupation des sols
L'occupation des sols de la commune, telle qu'elle ressort de la base de données européenne d’occupation biophysique des sols Corine Land Cover (CLC), est marquée par l'importance des territoires agricoles (61,7 % en 2018), en diminution par rapport à 1990 (62,9 %). La répartition détaillée en 2018 est la suivante : 
terres arables (50,5 %), forêts (33,2 %), prairies (8 %), zones urbanisées (3,6 %), zones agricoles hétérogènes (3,1 %), milieux à végétation arbustive et/ou herbacée (1,5 %). L'évolution de l’occupation des sols de la commune et de ses infrastructures peut être observée sur les différentes représentations cartographiques du territoire : la carte de Cassini (XVIIIe siècle), la carte d'état-major (1820-1866) et les cartes ou photos aériennes de l'IGN pour la période actuelle (1950 à aujourd'hui).

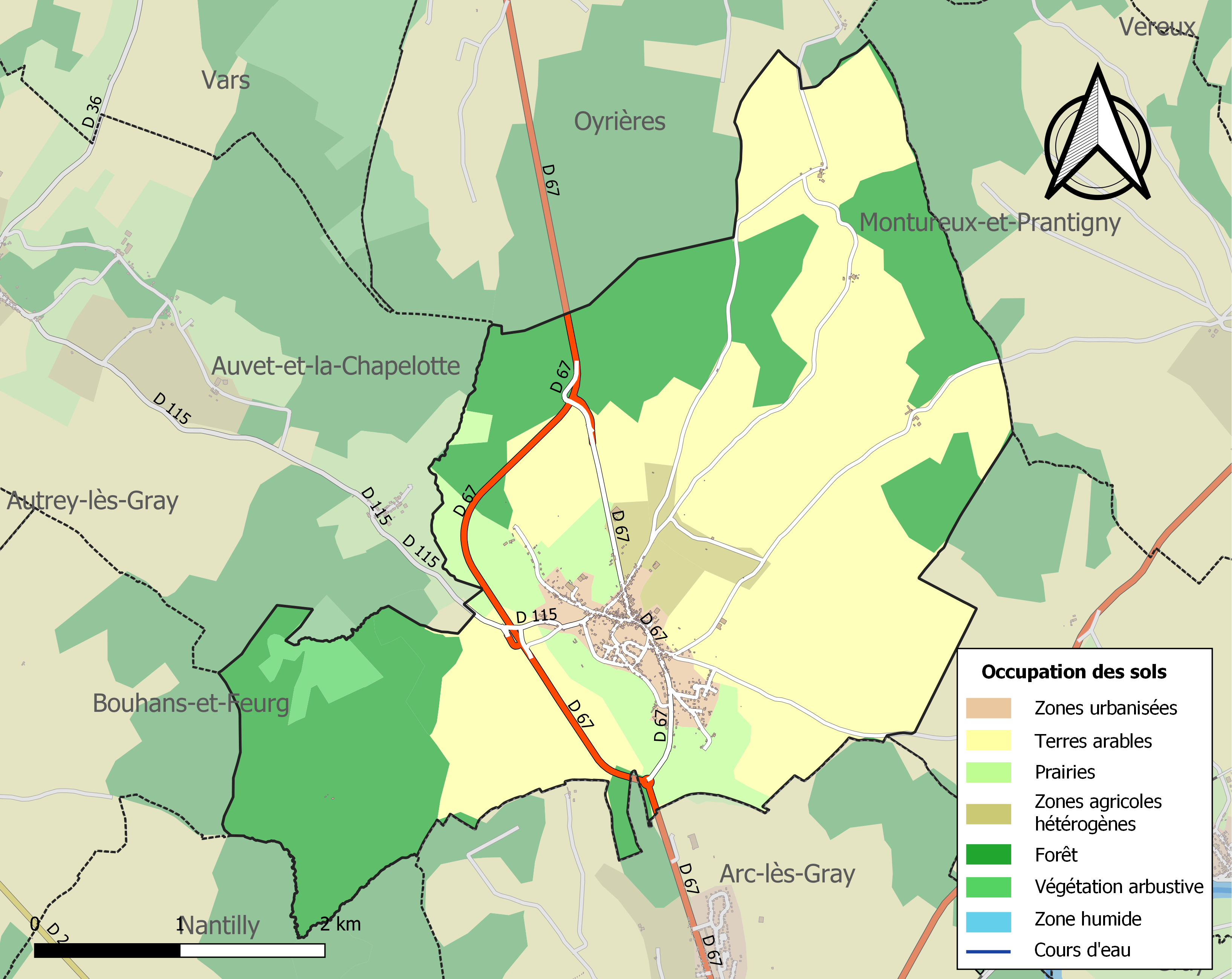
Carte des infrastructures et de l'occupation des sols de la commune en 2018 (CLC).

### Habitat et logement
En 2018, le nombre total de logements dans la commune était de 317, alors qu'il était de 318 en 2013 et de 296 en 2008.
Parmi ces logements, 87,3 % étaient des résidences principales, 3,5 % des résidences secondaires et 9,2 % des logements vacants. Ces logements étaient pour 94,6 % d'entre eux des maisons individuelles et pour 5,4 % des appartements.
Le tableau ci-dessous présente la typologie des logements à Chargey-lès-Gray en 2018 en comparaison avec celle de la Haute-Saône et de la France entière. Une caractéristique marquante du parc de logements est ainsi une proportion de résidences secondaires et logements occasionnels (3,5 %) inférieure à celle du département (6,2 %) mais supérieure à celle de la France entière (9,7 %). Concernant le statut d'occupation de ces logements, 85,5 % des habitants de la commune sont propriétaires de leur logement (86,4 % en 2013), contre 68,7 % pour la Haute-Saône et 57,5 pour la France entière.
| Typologie                                               | Chargey-lès-Gray | Haute-Saône | France entière |
| ------------------------------------------------------- | ---------------- | ----------- | -------------- |
| Résidences principales (en %)                           | 87,3             | 83          | 82,1           |
| Résidences secondaires et logements occasionnels (en %) | 3,5              | 6,2         | 9,7            |
| Logements vacants (en %)                                | 9,2              | 10,8        | 8,2            |

## Politique et administration

### Rattachements administratifs et électoraux
La commune fait partie de l'arrondissement de Vesoul du département de la Haute-Saône, en région Bourgogne-Franche-Comté. Pour l'élection des députés, elle dépend de la première circonscription de la Haute-Saône.
Elle faisait partie depuis 1801 du canton d'Autrey-lès-Gray. Dans le cadre du redécoupage cantonal de 2014 en France, la commune fait désormais partie du canton de Dampierre-sur-Salon.

### Intercommunalité
Chargey-lès-Gray est membre depuis 2008 de la petite communauté de communes du Pays d'Autrey, créée le 31 décembre 1994, et  qui regroupait environ 3 800 habitants.
L'article 35 de la loi n° 2010-1563 du 16 décembre 2010 « de réforme des collectivités territoriales » prévoyait d'achever et de rationaliser le dispositif intercommunal en France, et notamment d'intégrer la quasi-totalité des communes françaises dans des EPCI à fiscalité propre, dont la population soit normalement supérieure à 5 000 habitants.
Dans ce cadre, le schéma départemental de coopération intercommunale (SDCI) approuvé par le préfet de Haute-Saône le 23 décembre 2011 a prévu la fusion de cette petite intercommunalité avec l'ancienne communauté de communes du Pays de Gray  et le rattachement à cette structure des communes isolées de Chargey-lès-Gray, Onay, Velesmes-Échevanney.
La commune est donc membre depuis le 1er janvier 2013 de la nouvelle communauté de communes Val de Gray.

### Liste des maires
| Période                                  | Période                       | Identité       | Étiquette | Qualité  |
| ---------------------------------------- | ----------------------------- | -------------- | --------- | -------- |
| février 1963                             | mars 1995                     | André Fuin     |           |          |
| Les données manquantes sont à compléter. |                               |                |           |          |
| mars 2001                                | mars 2008                     | Pierre Bernard |           |          |
| mars 2008                                | mai 2020                      | Patrice Lavoye |           | Retraité |
| mai 2020                                 | En cours (au 2 décembre 2021) | Chantal Guinet |           |          |

## Démographie

### Evolution démographique
L'évolution du nombre d'habitants est connue à travers les recensements de la population effectués dans la commune depuis 1793. Pour les communes de moins de 10 000 habitants, une enquête de recensement portant sur toute la population est réalisée tous les cinq ans, les populations de référence des années intermédiaires étant quant à elles estimées par interpolation ou extrapolation. Pour la commune, le premier recensement exhaustif entrant dans le cadre du nouveau dispositif a été réalisé en 2007.

En 2022, la commune comptait 669 habitants, en évolution de −5,77 % par rapport à 2016 (Haute-Saône : −1,4 %, France hors Mayotte : +2,11 %).
| 1793 | 1800 | 1806 | 1821 | 1831 | 1836 | 1841 | 1846 | 1851 |
| ---- | ---- | ---- | ---- | ---- | ---- | ---- | ---- | ---- |
| 560  | 706  | 757  | 798  | 918  | 910  | 943  | 897  | 861  |

| 1856 | 1861 | 1866 | 1872 | 1876 | 1881 | 1886 | 1891 | 1896 |
| ---- | ---- | ---- | ---- | ---- | ---- | ---- | ---- | ---- |
| 807  | 809  | 826  | 728  | 755  | 723  | 681  | 650  | 614  |

| 1901 | 1906 | 1911 | 1921 | 1926 | 1931 | 1936 | 1946 | 1954 |
| ---- | ---- | ---- | ---- | ---- | ---- | ---- | ---- | ---- |
| 537  | 573  | 510  | 497  | 509  | 457  | 477  | 445  | 485  |

| 1962 | 1968 | 1975 | 1982 | 1990 | 1999 | 2006 | 2007 | 2012 |
| ---- | ---- | ---- | ---- | ---- | ---- | ---- | ---- | ---- |
| 470  | 514  | 513  | 609  | 604  | 615  | 688  | 690  | 772  |

| 2017 | 2022 | - | - | - | - | - | - | - |
| ---- | ---- | - | - | - | - | - | - | - |
| 694  | 669  | - | - | - | - | - | - | - |

### Pyramide des âges
La population de la commune est relativement jeune.
En 2018, le taux de personnes d'un âge inférieur à 30 ans s'élève à 35,2 %, soit au-dessus de la moyenne départementale (31,7 %). À l'inverse, le taux de personnes d'âge supérieur à 60 ans est de 28,6 % la même année, alors qu'il est de 29,7 % au niveau départemental.
En 2018, la commune comptait 361 hommes pour 338 femmes, soit un taux de 51,65 % d'hommes, largement supérieur au taux départemental (49,23 %).
Les pyramides des âges de la commune et du département s'établissent comme suit.
| Hommes | Classe d’âge | Femmes |
| ------ | ------------ | ------ |
| 0,0    | 90 ou +      | 1,2    |
| 7,5    | 75-89 ans    | 8,0    |
| 18,2   | 60-74 ans    | 22,3   |
| 20,7   | 45-59 ans    | 17,9   |
| 15,1   | 30-44 ans    | 19,1   |
| 18,4   | 15-29 ans    | 12,2   |
| 20,1   | 0-14 ans     | 19,4   |

| Hommes | Classe d’âge | Femmes |
| ------ | ------------ | ------ |
| 0,7    | 90 ou +      | 1,9    |
| 8      | 75-89 ans    | 10,6   |
| 19,9   | 60-74 ans    | 20,4   |
| 21,4   | 45-59 ans    | 20,8   |
| 17,2   | 30-44 ans    | 16,7   |
| 15,3   | 15-29 ans    | 13,5   |
| 17,5   | 0-14 ans     | 16,1   |

## Culture locale et patrimoine

### Lieux et monuments
- L'église paroissiale Saint-Valier.
- Le Monument aux morts de la Première Guerre mondiale, se situant sur la place de l'Église.
- La croix-oratoire Notre-Dame de Pitié.

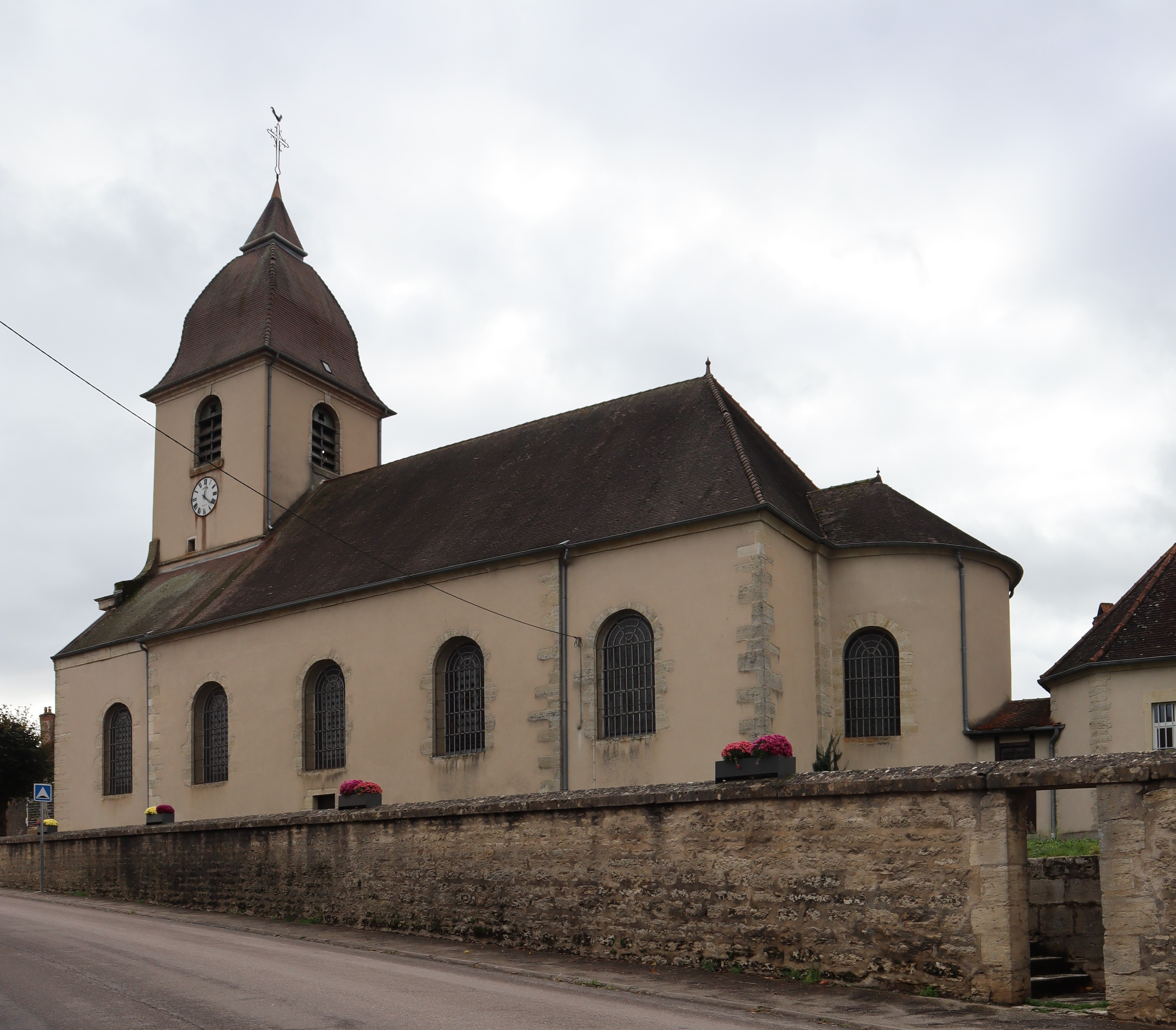
L'église Saint-Valier.
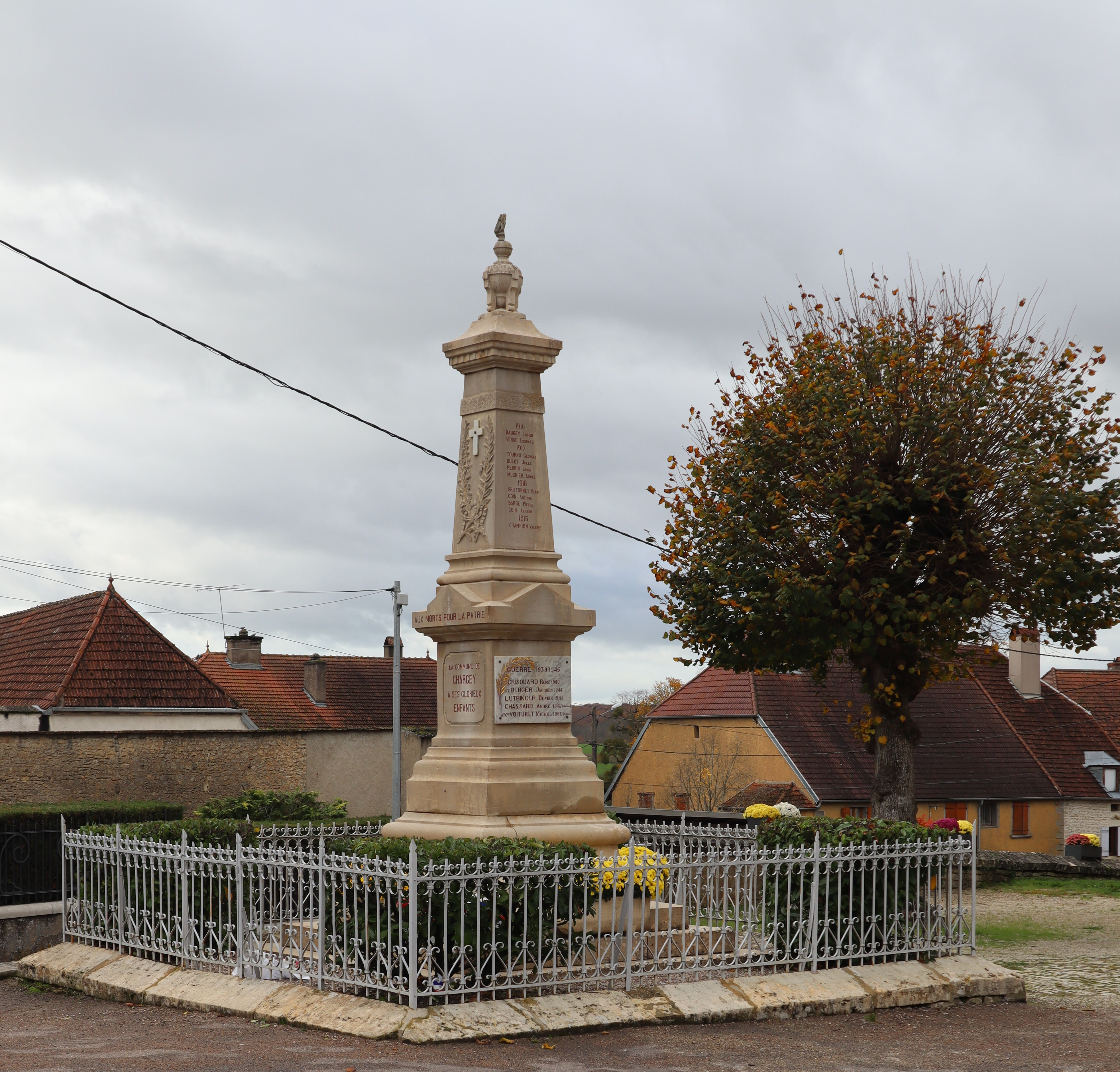
Le monument aux morts.
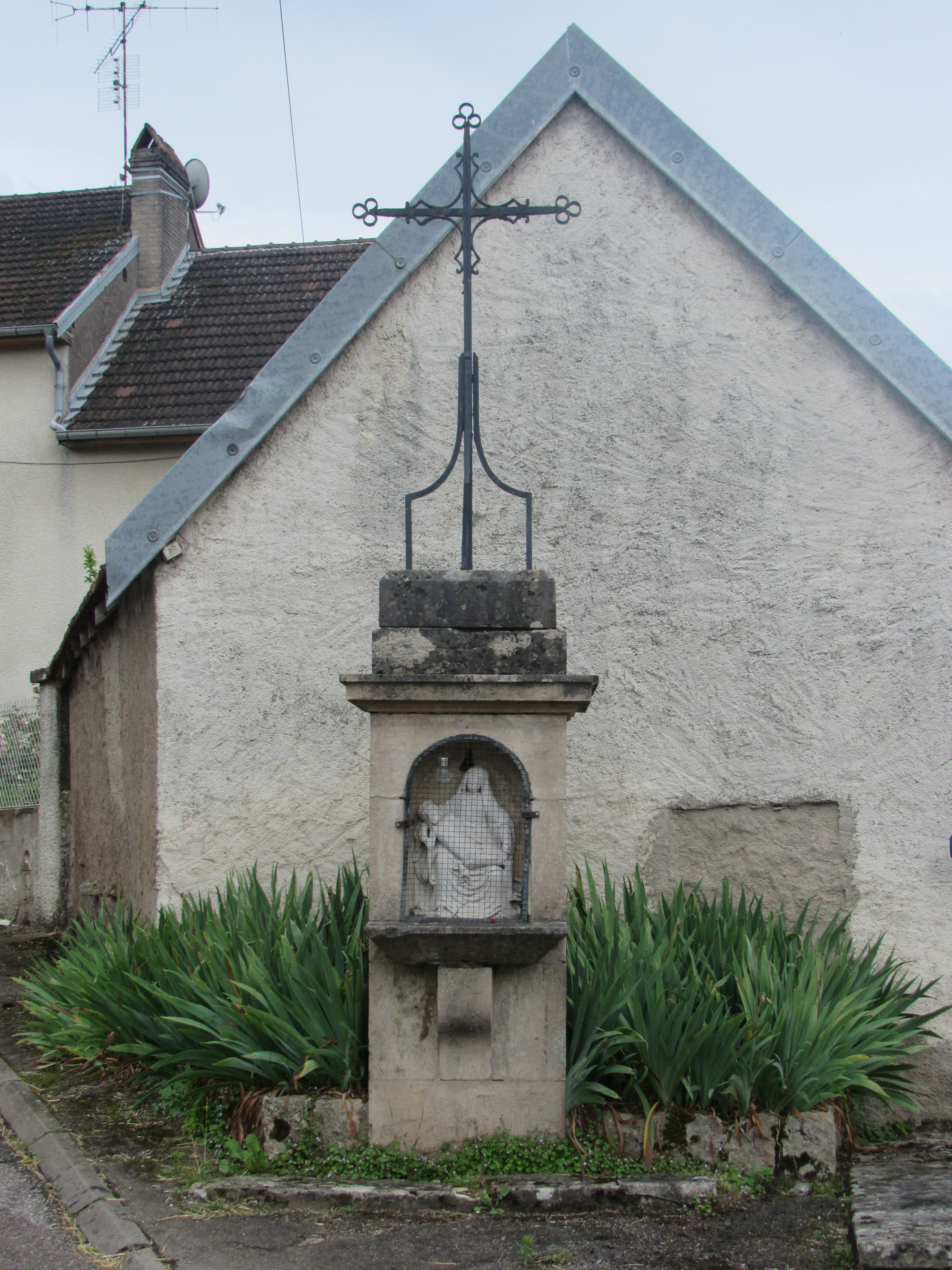
La croix-oratoire Notre-Dame de Pitié.

### Personnalités liées à la commune
- Anne-Marie Fabry, poète